# Montezumia bequaerti
Montezumia bequaerti är en stekelart som beskrevs av Willink 1982. Montezumia bequaerti ingår i släktet Montezumia och familjen Eumenidae. Inga underarter finns listade i Catalogue of Life.